# 鬼木誠 (1963年生の政治家)
鬼木 誠（おにき まこと、1963年12月7日 - ）は、日本の政治家、労働運動家。立憲民主党所属の参議院議員（1期）。自治労の組織内候補で、党内グループ「サンクチュアリ」に所属している。

## 来歴
福岡県筑紫野市生まれ。1982年福岡県立筑紫高等学校を卒業し福岡県庁入庁。1989年より福岡県職員労働組合青年部長へ就任した。その後、同県筑紫支部長・県職労本部執行委員（労安部長）・県職労本部書記長・県職労本部執行委員長を経て、2014年より全日本自治団体労働組合(自治労)中央本部組織対策局長となり、同総合公共民間局長、同本部書記長を務めた。2021年、立憲民主党参議院比例第15総支部長に就任。
2022年7月の第26回参議院議員通常選挙に比例区から立憲民主党公認で立候補し、初当選した。参議院内閣委員会、行政監視委員会、災害対策特別委員会、資源エネルギー・持続可能社会に関する調査会に所属。

## 政治資金
自治労の関連団体「全日本分権自治フォーラム」から、2021年に1600万円、2022年に1000万円を受け取っている。2021年と2022年に自身の政治資金パーティーを開催しており、利益率は97.4％、95.1％であった。鬼木の事務所は「国会議員になる前のことで、事務所として把握しておらず、法的には開示義務がないもので、コメントする立場にない」と述べた。

## 選挙歴
| 当落 | 選挙                     | 執行日         | 年齢 | 選挙区       | 政党       | 得票数     | 得票率 | 定数 | 得票順位 /候補者数 | 政党内比例順位 /政党当選者数 |
| ---- | ------------------------ | -------------- | ---- | ------------ | ---------- | ---------- | ------ | ---- | ------------------ | ---------------------------- |
| 当   | 第26回参議院議員通常選挙 | 2022年07月10日 | 58   | 参議院比例区 | 立憲民主党 | 17万1619票 | 2.53%  | 50   | /                  | 2/7                          |